# Granja de Torrehermosa
Granja de Torrehermosa là một đô thị trong tỉnh Badajoz, Extremadura, Tây Ban Nha. Dân số 2.456 người và diện tích 152 km².

## Vị trí
Thị trấn nằm phía đông nam của tỉnh Badajoz, giáp với cộng đồng tự trị Andalusia qua địa bàn tỉnh của Cordoba. Nó thuộc về khu vực nông thôn phía nam và thuộc đảng Công lý Llerena.
Đô thị giới hạn phía bắc với Azuaga và Campillo de Llerena, phía nam Fuente Obejuna, với đông và tây Blazquez Azuaga. Vị trí của nó là 38 ° 18 'vĩ độ bắc và 5 ° 35' kinh độ tây, 156 km từ tỉnh lỵ, Badajoz. Trung tâm dân số là 593 m.

## Dân số
Hiện nay (2013) có 2.287 cư dân, cho mật độ 16 người/km, thấp hơn nhiều so với mức trung bình của tỉnh đó là khoảng 30 hab / km.
Như trong thành phố khác trong khu vực, những năm năm mươi là một sự thay đổi đáng kể trong sự phát triển của kim tự tháp dân số.
Dân số hiện nay đã được giảm xuống gần một phần ba so với điều tra dân số năm 1940. Tỷ lệ sinh di cư và giảm đã định vị được nhóm chỉ số lão hóa ở 127%, cao hơn nhiều so với con số đại diện cho các giá trị trung bình khu vực (77%).